# Paschal Beverly Randolph
Paschal Beverly Randolph (Nueva York, 8 de octubre de 1825-Toledo, 29 de julio de 1875) fue un médico, ocultista, espiritualista, médium en trance y escritor estadounidense. Es notable como tal vez la primera persona en introducir los principios de la alquimia erótica en América del Norte y, según A. E. Waite, por establecer la orden rosacruz más antigua conocida en los Estados Unidos.

## Primeros años
Nacido en la ciudad de Nueva York, Randolph creció en la ciudad de Nueva York y fue bautizado en la Iglesia de la Transfiguración, Episcopal (Manhattan). Era un hombre negro libre, descendiente de William Randolph. Su padre era sobrino de John Randolph de Roanoke y su madre era Flora Beverly, a la que más tarde describiría como una persona de ascendencia inglesa, francesa, alemana, nativa americana y africana mixta. Su madre murió cuando era joven, dejándolo sin hogar y sin dinero; se fue a la mar para poder mantenerse. Desde su adolescencia hasta los veinte años, trabajó como marinero.
Como adolescente y joven, Randolph viajó ampliamente debido a su trabajo a bordo de embarcaciones de vela. Viajó a Inglaterra, por Europa y hasta Persia, donde su interés por el misticismo y lo oculto lo llevó a estudiar con practicantes locales de magia popular y diversas religiones. En estos viajes, también conoció y entabló amistad con ocultistas en Inglaterra y París, Francia.

## Carrera
Después de regresar a la ciudad de Nueva York en septiembre de 1855, después de «un largo recorrido por Europa y África», dio una conferencia pública a afroamericanos sobre emigrar a la India. Randolph creía que «el negro está destinado a la extinción» en Estados Unidos.
Después de dejar el mar, Randolph inició una carrera pública como conferencista y escritor. A mediados de los veinte años, aparecía regularmente en el escenario como médium en trance y anunciaba sus servicios como practicante espiritual en revistas relacionadas con el espiritualismo. Al igual que muchos espiritualistas de su época, dictaba conferencias a favor de la abolición de la esclavitud; después de la emancipación, enseñó a leer y escribir a los esclavos liberados en Nueva Orleans.
Además de su trabajo como médium en trance, Randolph se formó como médico y escribió y publicó libros tanto de ficción como instructivos basados en sus teorías sobre salud, sexualidad, espiritualismo y ocultismo. Escribió más de cincuenta obras sobre magia y medicina, estableció una compañía editorial independiente y fue un ávido defensor del control de la natalidad en una época en la que mencionar este tema iba en gran medida contra la ley.
Después de usar durante mucho tiempo el seudónimo «El Rosacruz» para sus escritos espiritualistas y ocultistas, Randolph fundó finalmente la Fraternitas Rosae Crucis en 1858, y su primera logia en San Francisco en 1861, la organización rosacruz más antigua de Estados Unidos. Este grupo, que aún existe en la actualidad, evita mencionar el interés de Randolph en la magia sexual, pero sus teorías y técnicas mágico-sexuales sentaron las bases de gran parte de las enseñanzas de otra fraternidad oculta, la Hermetic Brotherhood of Luxor, aunque no está claro si Randolph estuvo personalmente asociado con la Hermetic Brotherhood.

## Creencias y enseñanzas
Randolph se describía a sí mismo como rosacruz. Trabajó «en gran medida solo», produciendo «su propia síntesis» de «enseñanzas esotéricas».

### Sexo y género
La forma en que Randolph incorporaba el sexo en su sistema oculto se consideraba inusualmente audaz para la época en la que vivió. Creía que la magia sexual podía llevar a una mayor salud, amor, empoderamiento de las mujeres e hijos de inteligencia superior. En sus publicaciones más subterráneas, escribió que la iglesia y el matrimonio eran fuerzas opresivas que podrían ser derrocadas con el poder del amor en una revolución mundial.

Randolph tenía una visión desusadamente amplia de la identidad de género, considerando que el género terrenal era «provisional» y refiriéndose a Dios como tanto masculino como femenino. En un libro sobre el amor, escribió:
Creo en el amor, completamente. Y mientras viva, ayudaré a cada hombre, mujer y a las personas no binarias a ganar, obtener, intensificar, profundizar, purificar, fortalecer y mantenerlo, y ayudaré a todos los demás a hacer lo mismo. ¡Así soy yo! ¡Lo digo en serio!
En el mundo espiritual del que Randolph escribió con todo detalle, los cuerpos humanos están llenos de corriente eléctrica en lugar de sangre y saliva. Las personas se mueven por magnetismo. Tienen arte, escuelas y ciudades como los humanos terrenales, pero sus vidas son más placenteras y el sexo es mejor. Los matrimonios en el mundo espiritual «duraban solo mientras las partes involucradas estuvieran de acuerdo y mutuamente complacidas y atraídas entre sí, y no más».

### Preadamismo
Randolph creía en el preadamismo (la creencia de que los humanos existieron en la Tierra antes del Adán bíblico) y escribió el libro Pre-Adamite Man: demonstrating the existence of the human race upon the earth 100,000 thousand years ago! bajo el nombre de Griffin Lee en 1863. Su libro fue una contribución única al pre-adamismo porque no se basaba estrictamente en fundamentos bíblicos. Randolph utilizó una amplia gama de fuentes de diferentes tradiciones mundiales, esotéricas y religiones antiguas para escribir su libro. Randolph viajó a muchos países del mundo donde escribió diferentes partes de su libro. En el libro afirma que Adán no fue el primer hombre y que los hombres pre-adamitas existieron en todos los continentes alrededor del mundo hace de 35 000 a 100 000 años. Su libro se diferenció de muchos de los otros escritos de otros autores pre-adamitas porque en él Randolph afirmaba que los pre-adamitas eran hombres civilizados, mientras que otros autores pre-adamitas argumentaban que los pre-adamitas eran bestias u homínidos.

## Vida personal
Siendo un hombre peripatético, vivió en muchos lugares, incluyendo el estado de Nueva York, Nueva Orleans, San Francisco y Toledo, Ohio. Se casó con su primera esposa, Mary Jane, en 1850; ella era afroamericana (o posiblemente de raza mixta). Juntos tuvieron tres hijos, de los que solo uno (Cora, nacida en 1854) sobrevivió hasta la edad adulta. Poseían una granja en Stockbridge, Nueva York, durante la década de 1850, pero la vendieron en abril de 1860 por un dólar. Más tarde vivieron en Utica, Nueva York, donde Mary Jane trabajaba como «sanadora y dispensadora de remedios nativos americanos», además de ayudar a Paschal a publicar y vender varios libros. Se divorciaron en enero de 1864.
Más tarde en su vida, se casó con su segunda esposa, Kate Corson, una mujer irlandesa-estadounidense, con la que tuvo un hijo, Osiris Budh (o Buddha) Randolph (1874-1929). Corson actuaba como médium y vidente en colaboración con Randolph, y publicó varios de sus libros, pero su relación parece haber estado llena de conflictos mientras duró. Se informa que Randolph descubrió que ella estaba teniendo una aventura poco antes de su aparente muerte por suicidio en 1875. Después de su muerte, Corson Randolph continuó publicando sus obras bajo el sello editorial Randolph Publishing Company hasta principios de la década de 1900.

## Muerte
Randolph murió en Toledo, Ohio, a los 49 años, en circunstancias controvertidas. Según el biógrafo Carl Edwin Lindgren, muchos cuestionaron el artículo de periódico «Por su propia mano» que apareció en The Toledo Daily Blade. Según este artículo, Randolph murió por una herida autoinfligida en la cabeza. Sin embargo, muchos de sus escritos expresan su aversión al suicidio. R. Swinburne Clymer, un posterior Gran Maestro Supremo de la Fraternitas, afirmó que años después del fallecimiento de Randolph, en una confesión en su lecho de muerte, un antiguo amigo de Randolph admitió que, en un estado de celos e insanidad temporal, había matado a Randolph. Los registros del Tribunal de Sucesiones del Condado de Lucus enumeran la muerte como accidental. Randolph fue sucedido como Gran Maestro Supremo de la Fraternitas, y en otros títulos, por su elegido sucesor Freeman B. Dowd.

## Influencia y legado
Randolph influyó tanto en la Sociedad Teosófica como, en mayor medida, en la Hermetic Brotherhood of Luxor.
En 1994, el historiador Joscelyn Godwin señaló que Randolph había sido en gran medida pasado por alto por los historiadores del esoterismo. En 1996, se publicó una biografía, Paschal Beverly Randolph: A Nineteenth-Century Black American Spiritualist, Rosicrucian, and Sex Magician, escrita por John Patrick Deveney y Franklin Rosemont.

## Obra
- 1854 Waa-gu-Mah
- 1859 Lara
- 1860 The Grand Secret
- 1860 The Unveiling
- 1861 Dealings with the dead
- 1861 Human Love and Dealing with the Dead
- 1863 Pre-Adamite Man[nota 1]
- 1863 The Wonderful Story of Ravalette.
- 1863 Tom Clark and his Wife, their double dreams, and the curious things that befell them therein; being ''The Rosicrucian's Story''
- 1866 A Sad Case; A Great Wrong![nota 2]
- 1866 After death; or, Disembodied man, 1.ª edición
- 1867 "Clairvoyance, How to Produce It," Guide to Clairvoyance
- 1868 After death; or, Disembodied man, 2.ª edición
- 1870 Seership! The Magnetic Mirror
- 1869 Love and Its Hidden History[nota 3]
- 1870 Love and the Master Passion
- 1872 The Evils of the Tobacco Habit
- 1873 The New Mola! The Secret of Mediumship
- 1874 Love, Woman, and Marriage
- 1874 Eulis!: The History of Love
- 1875 The Book of the Triplicate Order
- Magia Sexualis: Sexual Practices for Magical Power (publicado póstumamente)

Randolph también editó el Leader (Boston) y el Messenger of Light (Nueva York) entre 1852 y 1861, y escribió para el Journal of Progress y el Spiritual Telegraph.
También se le atribuye «Affectional Alchemy and How It Works» (c. 1870).
Notas:
1. ↑  Publicado bajo el seudónimo «Griffin Lee»
2. ↑  Publicado de forma anónima.
3. ↑  Publicado bajo el seudónimo «Conde de St. Leon»